# Jonathan Kodjia
Jonathan Kodjia (Saint-Denis, 22 oktober 1989) is een Ivoriaans voetballer die doorgaans als aanvaller speelt. Hij tekende in 2016 bij Aston Villa. In hetzelfde jaar debuteerde hij in het Ivoriaans voetbalelftal.

## Clubcarrière
Kodjia debuteerde in 2008 in het eerste elftal van Stade Reims. Bij gebrek aan speelminuten werd hij verhuurd aan AS Cherbourg, Amiens SC en  SM Caen. In 2014 trok de aanvaller transfervrij naar SCO Angers, dat hem een jaar later voor drie miljoen euro verkocht aan Bristol City. Hij maakte negentien doelpunten tijdens het seizoen 2015/16 in de Championship, waarmee hij vierde werd in het topscorersklassement na Andre Gray (25), Ross McCormack (21) en Abel Hernández (20). In augustus 2016 tekende Kodjia een vierjarig contract bij het gedegradeerde Aston Villa, dat 12,9 miljoen euro op tafel legde voor de Ivoriaan.

## Interlandcarrière
Kodjia debuteerde op 20 mei 2016 in het Ivoriaans voetbalelftal, in een oefeninterland tegen Hongarije. Hij maakte op 4 juni 2016 zijn eerste interlanddoelpunt, in een kwalificatiewedstrijd voor het Afrikaans kampioenschap 2017 tegen Gabon. Hij nam een jaar later ook met Ivoorkust deel aan het hoofdtoernooi, evenals aan het Afrikaans kampioenschap 2019 twee jaar later.